# Risod
Risod es una ciudad y  municipio situada en el distrito de Washim en el estado de Maharashtra (India). Su población es de 34136 habitantes (2011). Se encuentra a 44 km de Washim,

## Demografía
Según el censo de 2011 la población de Risod era de 34136 habitantes, de los cuales 17647 eran hombres y 16489 eran mujeres. Risod tiene una tasa media de alfabetización del 84,32%, superior a la media estatal del 82,34%: la alfabetización masculina es del 90,25%, y la alfabetización femenina del 78,08%.